# Metal Church
Metal Church – amerykański zespół heavymetalowy powstały w Aberdeen, w stanie Waszyngton.

## Historia
Pierwsze wydawnictwo, demo Red Skies zostało wydane w 1981 roku, w rok po sformowaniu grupy. Następnie wydano jeszcze trzy dema, dwa w 1982 roku (Four Hymns i Hitman) i jedno w 1983 (Demo '83). W 1984 roku wydano debiutancki album. Najnowszym album This Present Wasteland, wydany został we wrześniu 2008. Z oryginalnego składu pozostał jedynie lider - gitarzysta Kurdt Vanderhoof. W 2009 roku grupa została rozwiązana. W roku 2012 zespół reaktywowano.

## Muzyka
Styl zespołu to wczesny speed metal/thrash metal, także amerykański power metal, klasyczny heavy metal. Metal Church powstał w czasie formowania się thrash metalu, jednak nie ewoluował w sposób podobny do wielu innych grup z tego okresu. Wokal zachował melodyjność i nie przypomina „zachrypniętego” sposobu śpiewania typowego dla thrashu. W warstwie tekstowej zespół porusza tematykę społeczeństwa, śmierci, emocji i przemyśleń.

## Muzycy
| Obecny skład zespołu - Kurdt Vanderhoof – gitara (1980–1986, 1998–2009, od 2012) - Steve Unger – gitara basowa (2004–2009, od 2012) - Jeff Plate – perkusja (2006–2009, od 2012) - Rick Van Zandt – gitara (2008–2009, od 2013) Muzycy koncertowi - Paul Kleff – gitara (2016) - Chris Caffery – gitara (2016) - Brian Lake – gitara basowa (1999–2000) - Jeff Wade – perkusja (1999–2000) - Ira Black – gitara (2005) |  | Byli członkowie zespołu - William McKay – śpiew (1980) - Ed Bull – śpiew (1980) - Rick Condrin – gitara (1980) - Steve Hott – gitara basowa (1980) - Rick Wagner – perkusja (1980) - Aaron Zimpel – perkusja (1980) - Carl Sacco – perkusja (1980-1981) - Duke Erickson – gitara basowa (1981–1995, 1998–1999, 2000–2001) - Craig Wells – gitara (1981–1995, 1998) - Mike Murphy – śpiew (1981) - Tom Weber – perkusja (1981) - Kirk Arrington – perkusja (1981–1995, 1998–1999, 2000–2006) - David Wayne – śpiew (1981–1988, 1998–2001) - Mark Baker – gitara (1986) - John Marshall – gitara (1986–1995, 1998–2001) - Brian Lake – gitara basowa (1999) - Jeff Wade – perkusja (1999) - Ronny Munroe – śpiew (2004–2009, 2012–2014) - Jay Reynolds – gitara (2004–2008, 2012) - Mike Howe – śpiew (1988–1995, 2015–2021; zmarł) |

## Dyskografia
- Metal Church (1984)
- The Dark (1986)
- Blessing in Disguise (1989)
- The Human Factor (1991)
- Hanging in the Balance (1993)
- Masterpeace (1999)
- The Weight of the World (2004)
- A Light in the Dark (2006)
- This Present Wasteland (2008)
- Generation Nothing (2013)
- XI (2016)
- Damned If You Do (2018)
- From The Vault (2020)